# آلدو ورگانو
آلدو ورگانو (ایتالیایی: Aldo Vergano؛ ‏ ۲۷ اوت ۱۸۹۱ – ۲۱ سپتامبر ۱۹۵۷) یک کارگردان فیلم، فیلم‌نامه‌نویس اهل ایتالیا بود.
از فیلم‌ها یا مجموعه‌های تلویزیونی که وی در آن‌ها نقش داشته‌است می‌توان به تبهکاران، دون بوسکو و سواره‌نظام اشاره نمود.